# Peyton Listová (1986)
Peyton Listová (* 8. srpna 1986, Boston, Massachusetts, Spojené státy americké) je americká herečka a modelka. Svojí kariéru začala s rolí Lucy Montgomery v telenovele stanice CBS As the World Turns (2001–2005)). Mezi lety 2008 a 2013 hrála roli Jane Sterling v seriálu Šílenci z Manhattanu. Dále se objevila v seriálech Flash Forward – Vzpomínka na budoucnost (2009-2010), Lidé zítřka (2013-2014) a Frequency (2016–2017).

## Životopis
Narodila se v Bostonu v Massachusetts. Je dcerou Douglase Lista a Sherri Anderson. Vyrůstala však v Baltimoru v Marylandu. Má sestru Brittany. Studovala na Carlvert School a poté na Roland Park Country School v Baltimoru. V devíti letech začala pracovat jako modelka. Studovala balet na School of American Ballet v New York City.

## Kariéra
Peyton Listová měla menší roli v seriálu stanice HBO Sex ve městě (2010). Následující rok si zahrála malou roli v epizodě seriálu Zákon a pořádek: Útvar pro zvláštní oběti a začala hrát roli Lucy Montgomery v telenovele stanice CBS As the World Turns. Z telenovely odešla v roce 2005. Později se objevila jako Lucy Lane v jedné epizodě seriálu Smallville a tuto postavu si následně zopakovala ve vedlejší roli v poslední sérii v roce 201.0 Ve stejném roce si zahrála v epizodách seriálů Beze stopy, Kriminálka Miami, Kriminálka New York a One Tree Hill.
V roce 2006 získala roli v seriálu stanice NBC Windfall. Seriál byl zrušen po jedné sérii. Listová také hrála vedlejší roli v dramatickém seriálu stanice ABC Day Break. V průběhu roku 2007 byla obsazena do seriálu stanice ABC Big Shots. Seriál byl také zrušen po jedné sezóně. Poté si zahrála v seriálech Za svitu měsíce, Posel ztracených duší, Kriminálka Las Vegas, Můj přítel Monk, Hawaii 5-0, a Profesionální lháři. Mezi lety 2008 a 2013 hrála v uznávaném seriálu Šílenci z Manhattanu. Od roku 2009 do roku 2010 hrála také v seriálu Flash Forward – Vzpomínka na budoucnost.
V roce 2013 byl obsazena do hlavní ženské role Cary Coburn v seriálu stanice The CW Lidé zítřka. Seriál byl zrušen po jedné sérii. Následující rok získala vedlejší roli v seriálu stanice The CW The Flash a v telenovele stanice ABC Blood & Oil. V roce 2016 byla obsazena do hlavní role sci-fi policejního dramatu stanice The CW Frequency. V říjnu 2017 byla obsazena do role Ivy Pepper v seriálu Gotham, kde roli převzala po Maggie Gehe a Clare Foley.

## Filmografie

### Film
| Rok  | Název              | Role                             | Poznámky |
| ---- | ------------------ | -------------------------------- | -------- |
| 2005 | Golfový sen        | Sarah Wallis                     |          |
| 2008 | Noční autobus      | Mel                              |          |
| 2008 | Hladina adrenalinu | Elisa Jezdec                     |          |
| 2011 | Low Fidelity       | Gruzie                           |          |
| 2012 | Meeting Evil       | Tammy Strate                     |          |
| 2014 | Playing It Cool    | Sexy holka                       |          |
| 2019 | Batman: Hush       | Pamela Isley / Poison Ivy (hlas) |          |

### Televize
| Rok        | Název                                     | Role                       | Poznámky                                                                                            |
| ---------- | ----------------------------------------- | -------------------------- | --------------------------------------------------------------------------------------------------- |
| 2000       | Sex ve městě                              | blondýna                   | díl: „Pravé děti velkoměsta“                                                                        |
| 2001       | Zákon a pořádek: Útvar pro zvláštní oběti | Patsy                      | díl: „Skřítkové“                                                                                    |
| 2003       | Zákon a pořádek: Útvar pro zvláštní oběti | Chloe Dutton               | díl: „Soulless“                                                                                     |
| 2001–05    | As the World Turns                        | Lucy Montgomery            | Hlavní role, 313 dílů Nominace — Soap Opera Digest Award v kategorii Nejoblíbenější nový pár (2005) |
| 2005, 2010 | Smallville                                | Lucy Lane                  | díly: „Lucy“ a „Útok“                                                                               |
| 2005       | Just Legal                                | Paradise Colvin            | díl: „Pilot“                                                                                        |
| 2005       | Beze stopy                                | Dina Kingston              | díl: „Nový život“                                                                                   |
| 2005       | Kriminálka Miami                          | Alexa Endecott             | díl: „Pachatel na útěku“                                                                            |
| 2005       | Kriminálka New York                       | Alexa Endecott             | díl: „Honička na Manhattanu“                                                                        |
| 2006       | One Tree Hill                             | Solaris                    | díl: „All Tomorrow's Parties“                                                                       |
| 2006       | Windfall                                  | Tally Reida                | Hlavní role, 11 dílů                                                                                |
| 2006       | Za rozbřesku                              | Ava                        | 3 díly                                                                                              |
| 2007–08    | Big Shots                                 | Cameron Collinsworth       | Hlavní role, 11 dílů                                                                                |
| 2008–13    | Šílenci z Manhattanu                      | Jane Sterling              | Vedlejší role, 15 dílů                                                                              |
| 2008       | Za svitu měsíce                           | Tierney Taylor             | díl: „Click“                                                                                        |
| 2008       | Posel ztracených duší                     | Lorelei / Georgia Kent     | díl: „Save Our Souls“                                                                               |
| 2008       | Kriminálka Las Vegas                      | Michelle Tournay           | díl: „Všechno ostatní nech plavat“                                                                  |
| 2009       | Můj přítel Monk                           | Tanya Adams                | díl: „Pan Monk a kouzelník“                                                                         |
| 2009–10    | FlashForward - Vzpomínky na budoucnost    | Nicole Kirby               | Hlavní role, 22 dílů                                                                                |
| 2010       | Hawaii 5-0                                | Erica Harris               | díl: „Zlatokopka“                                                                                   |
| 2011       | Charlie's Angels                          | Zoe Sinclair               | díl: „Black Hat Angels“                                                                             |
| 2012       | 90210: Nová generace                      | Lindsey Beckwith           | 4 díly                                                                                              |
| 2013–14    | Lidé zítřka                               | Cara Coburn                | Hlavní role, 22 dílů                                                                                |
| 2015       | The Flash                                 | Lisa Snart / Golden Glider | 3 díly                                                                                              |
| 2015       | Blood & Oil                               | Emma Lundergren            | Vedlejší role, 6 dílů                                                                               |
| 2016–2017  | Frequency                                 | Raimy Sullivan             | Hlavní role, 14 dílů                                                                                |
| 2017       | Zákon a pořádek: Útvar pro zvláštní oběti | Margery Evans              | díl: „The Newsroom“                                                                                 |
| 2017       | Mission Control                           | Kim                        | TV film                                                                                             |
| 2018–2019  | Gotham                                    | Ivy Pepper                 | vedlejší role (4.–5. řada), 5 dílů                                                                  |
| 2018       | Colony                                    | Amy Leonard                | vedlejší role, 9 dílů                                                                               |
| 2020       | Charmed                                   | Nadia                      | 3 díly                                                                                              |
| 2020       | Star Trek: Picard                         | Narissa / poručík Rizzo    | vedlejší role, 7 dílů                                                                               |
| —          | Gone Baby Gone                            | Angela Gennaro             | pilotní díl                                                                                         |

### Videoklipy
| Rok  | Název skladby       | Role       | Umělec                             |
| ---- | ------------------- | ---------- | ---------------------------------- |
| 2011 | „If I Had a Gun...“ | Nevěsta    | Noel Gallagher's High Flying Birds |
| 2012 | „Amazing Eyes“      | Přítelkyně | Good Old War                       |